# Бленвил сир Е
Бленвил сир Е (фр. Blainville-sur-l'Eau) насеље је и општина у североисточној Француској у региону Лорена, у департману Мерт и Мозел која припада префектури Линевил.
По подацима из 2011. године у општини је живело 4.017 становника, а густина насељености је износила 342,16 становника/km². Општина се простире на површини од 11,74 km². Налази се на средњој надморској висини од 250 метара (максималној 288 m, а минималној 212 m).

## Демографија
| 1962. | 1968. | 1975. | 1982. | 1990. | 1999. | 2011. |
| ----- | ----- | ----- | ----- | ----- | ----- | ----- |
| 4.309 | 4.836 | 4.484 | 3.895 | 3.654 | 3.790 | 4.017 |

График промене броја становника у току последњих година